# Hildegarda z Bingen

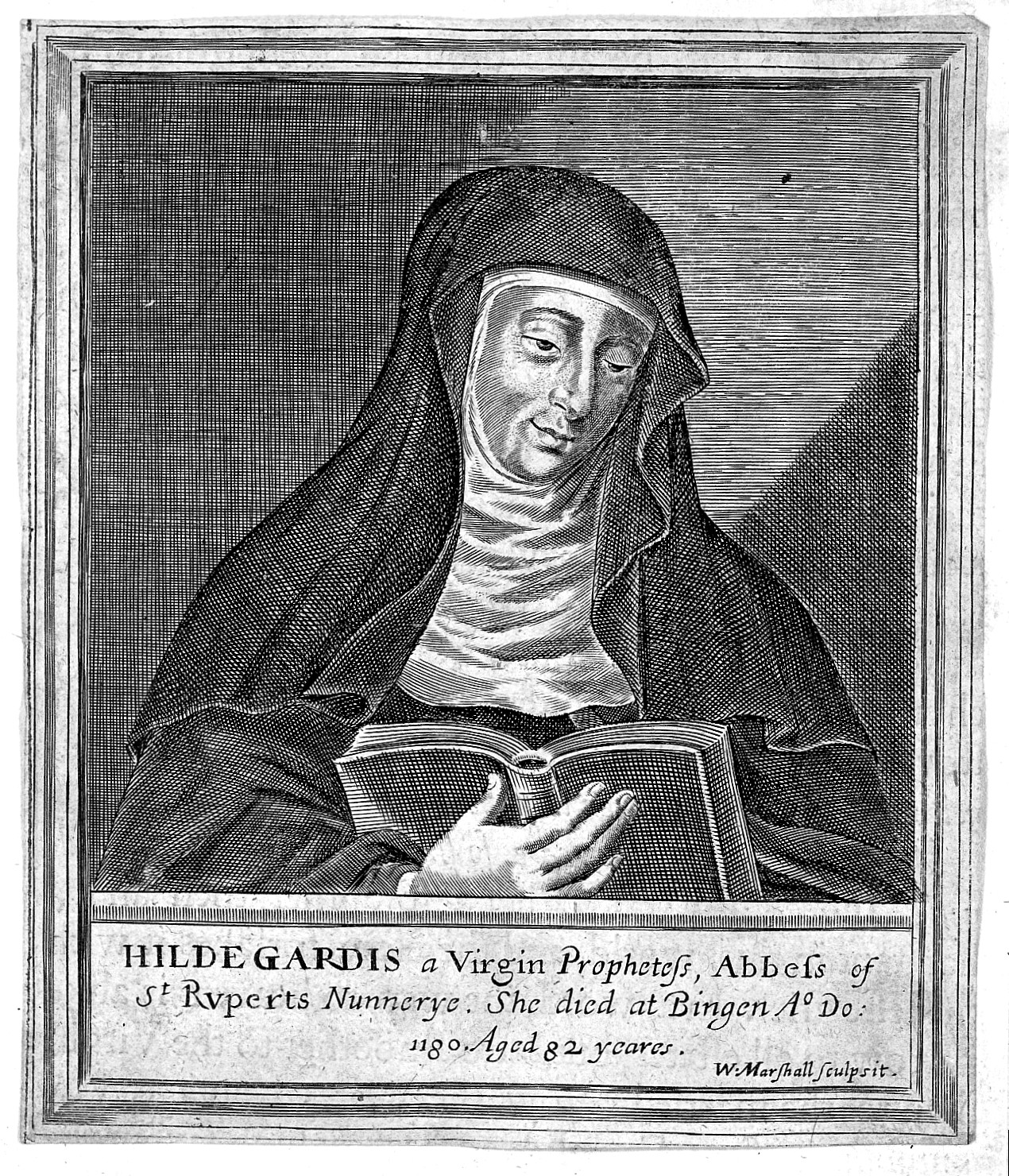
Rycina, William Marshall (fl. 1617–1649)

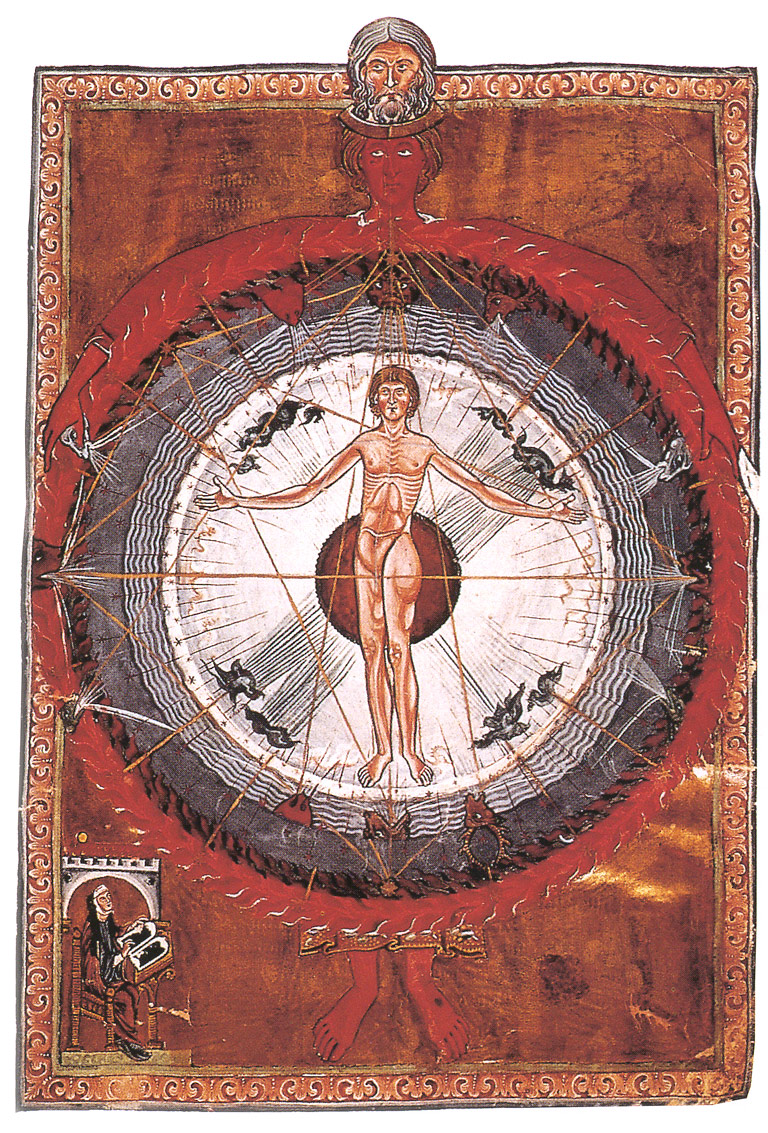
Strona w „Liber Divinorum Operum”

Hildegarda z Bingen, niem. Hildegard von Bingen (ur. 16 września 1098 w Rupertsberg k. Bingen am Rhein, zm. 17 września 1179 tamże w klasztorze) – frankońska anachoretka, wizjonerka, mistyczka, kompozytorka, uzdrowicielka, reformatorka religijna, benedyktynka (od 1136 przeorysza), uznawana przez Kościoły anglikańskie, ewangelickie, starokatolickie i rzymskokatolicki za świętą, w 2012 ogłoszona doktorem Kościoła katolickiego.

## Mniszka
Hildegarda była dziesiątym dzieckiem w rodzinie średniozamożnej szlachty frankońskiej, Hildeberta i Mechthyldy von Bermersheim. Już w wieku trzech lat miała pierwszą wizję. W roku 1106, w wieku ośmiu lat zgodnie z tradycją dziesięciny została poświęcona Kościołowi. Znalazła się pod opieką przeoryszy konwentu benedyktynek, Judyty, w Disibodenbergu, gdzie w trakcie przygotowań do roli mniszki otrzymała klasyczne wykształcenie. Dzięki swej pojętności i subtelnej umiejętności wykorzystywania zdobytej wiedzy zyskała rozgłos i uznanie. W roku 1136, po śmierci Judyty, bez trudu uzyskała nominację na miejsce po swojej mentorce.
Hildegarda, chcąc realizować własną koncepcję roli mniszek jako „poślubionych Chrystusowi”, wkrótce doprowadziła do przeniesienia konwentu do ufundowanego przez jej rodzinę klasztoru we wsi Rupertsberg („Klasztor Rupertsberg”), by nie dzielić murów z zakonnikami. Po pewnym czasie zbudowała dla swojego zakonu nowy klasztor w Eibingen (dziś część Rüdesheim am Rhein), zyskując dzięki temu jeszcze większą niezależność.

## Wizje
Już jako przeorysza ujawniła, że od trzeciego roku życia regularnie miewała wizje, podczas których komunikowała się z Bogiem, ale przez skromność i nieśmiałość nie ujawniała tego faktu. Dopiero w wieku 42 lat, po osiągnięciu najwyższego dostępnego kobiecie stanowiska w Kościele i uzyskaniu wpływów w najważniejszych biskupstwach i na dworze papieskim, zaczęła głośno mówić o swoich nadzwyczajnych zdolnościach.

I stało się w roku 1141 od dnia narodzin Jezusa Chrystusa, że gdy miałam 42 lata, i siedem miesięcy, rozwarły się niebiosa i oślepiająca światłość niespotykanej jasności oblała cały mój umysł. I roznieciła ogień w moim sercu i piersi, jak płomień, nie paląc a ogrzewając ciepłem... i raptem pojęłam znaczenie ksiąg, to jest psałterza i innych ksiąg Starego i Nowego Testamentu.

Historyk Charles Singer w artykule w 1917 roku „The Visions of Hildegard of Bingen” sugeruje, że jej wizje miały podłoże migrenowe. Ten punkt widzenia popiera również neurolog Oliver Sacks, który podaje, że obrazy namalowane pod wpływem wizji wyglądają jak typowe obrazy widziane w niektórych przypadkach migreny.
W czasie jednej z wizji usłyszała głos nakazujący jej spisywać swoje wizje. W ten sposób zaczęło powstawać dzieło „Scivias” (Poznaj ścieżki Pana).
Rozgłos wizji roznosił się coraz dalej. Opat Disibodenberg powiadomił o tym fakcie arcybiskupa Moguncji – Henryka. Ten papieża Eugeniusza III. Papież wysłał do klasztoru specjalną komisję, która miała wyjaśnić autentyczność cudów. Po badaniach wrócili do papieża ze sporymi fragmentami spisanych wizji – „Scivias”. Eugeniusz III wybrane fragmenty przeczytał na synodzie w Trewirze (1147-1148). Dzięki wstawiennictwu papieża Eugeniusza wpływowego teologa i członka zakonu cystersów, Bernarda z Clairvaux, Hildegarda uzyskała błogosławieństwo i pozwolenie na rozpowszechnienie swoich idei, a także nakaz spisywania dalszych objawień. Treść przeżyć mistycznych spisała w trzech księgach: „Scito vias Domini” (Usłysz Pana), „Liber Vitae” (Księga zasług życia), i „Liber Divinorum Operum” (Księga dzieł Bożych), którym nadała dydaktyczny wydźwięk. Dzięki przychylności papieża mogła posunąć się do zawoalowanej krytyki rozwiązłości kleru i domagać się większego uznania dla roli kobiet. W podobnym tonie utrzymana jest sztuka moralna „Ordo Virtutum” (O sztuce cnoty) jej autorstwa, do której sama skomponowała muzykę.

## Dyplomacja
Chociaż autentyczność jej boskich nawiedzeń była przez niektórych kwestionowana, szlacheckie pochodzenie i wysokie stanowisko w hierarchii kościelnej sprawiły, że listy i pisma Hildegardy znajdowały uważnych i przychylnych czytelników wśród władców kościelnych i laickich. Dla wielu ludzi średniowiecza jej wypowiedzi były rzeczywiście owym tajemniczym „Vox Dei”, głosem, który niósł wiedzę wprost od Boga.
Hildegarda potrafiła zręcznie wykorzystać aurę mistycyzmu, jaka powstała wokół jej osoby, i umiejętnie ją podsycała. W swoich pismach posuwała się do imitacji stylu proroków Ezechiela i Jeremiasza, aby przydać biblijnego autorytetu głoszonym przez siebie poglądom. Przyjmując pozę niewykształconej i prostej kobiety, starała się uchodzić za „puste naczynie”, które dzięki nadprzyrodzonym wizjom jest napełniane boską mądrością.
Dzięki solidnemu wykształceniu i bogatemu doświadczeniu oraz wybitnym zdolnościom oratorskim i prozatorskim Hildegarda potrafiła zjednywać sobie przychylność oponentów. Wiedzę o greckiej kosmologii opartej na czterech żywiołach i odpowiadających im humorach, które miały decydować o kondycji psychicznej człowieka, umiała zastosować w praktyce podczas negocjacji i mediacji. W oczach swoich stronników była autentycznym narzędziem w ręku Boga. Jej nieortodoksyjne rozważania z zakresu teologii, filozofii i historii naturalnej były przyjmowane z zainteresowaniem w kręgach kościelnych i laickich, przynosząc jej powszechny szacunek i uznanie. Wśród wiernych jej osoba stała się obiektem admiracji, a z czasem – kultu. Historie o jej nadprzyrodzonych zdolnościach przenikały poza klasztorne mury i krążyły po średniowiecznej Europie. U szczytu popularności Hildegarda została okrzyknięta „Sybillą znad Renu” i była czczona jako chrześcijańska wyrocznia o atrybutach proroka, do której udawali się po radę i pociechę biskupi, papieże, i władcy.
Dzięki swojej pozycji udało jej się stworzyć własne zgromadzenie w Bingen am Rhein na Wzgórzu św. Ruperta. W roku 1150 wraz z dwudziestoma mniszkami przeniosła się do nowo wybudowanego klasztoru. Dwa lata później zaproszona została na specjalne spotkanie z Fryderykiem I Barbarossą na dworze w Ingelheim am Rhein.
Zaczęła pisać dzieła o medycynie, historii naturalnej i lecznictwie. W latach 1158–1170 wyruszyła na „trasy kaznodziejskie” do środkowych i południowych Niemiec. Była zapraszana na wykłady w klasztorach i wizytacje. W roku 1165 założyła zakon w Eibingen. W latach 1177–1179 w Moguncji narósł konflikt z tamtejszą kurią.
Na początku XIII wieku rozpoczął się proces beatyfikacyjny, jednak dokumenty przesłane z Moguncji okazały się na tyle niewystarczające, że proces został wstrzymany. W wieku XIV Hildegarda umieszczona została w Martyrologium Rzymskim. Tak naprawdę do kalendarza liturgicznego dodana została w 1971 roku.

## Kompozytorka, badaczka natury i uzdrowicielka
Według Hildegardy muzyka była czystym wspomnieniem raju, gdzie Adam wraz z aniołami śpiewał psalmy na cześć stwórcy. Podzielała pogląd, że śpiew powinien być nieodłączną częścią liturgii, gdyż był równie ważny jak modlitwa i przybliżał człowieka do zbawienia. Wierzyła, że twórcze natchnienie pochodzi wprost od Boga, a dzieło artysty jest w rzeczywistości boskim przekazem. Wierna własnym nakazom, skomponowała moralitet i liczne pieśni religijne (w tym liturgiczne). Jej kompozycje mieszczą się w obrębie monodii, jednak melodie te nie są typowym chorałem gregoriańskim, odróżniając się m.in. bardzo dużym ambitusem. W ostatnich dekadach XX wieku muzyka Hildegardy zyskała dużą popularność.
Hildegarda była również filozofką. Główna tematyka filozoficzna jej prac dotyczyła filozofii przyrody. Bazując na greckiej filozofii czterech żywiołów, badała wzajemne oddziaływania pomiędzy światem żywym i martwym oraz ich wpływ na stan organizmu i duszy człowieka. Rezultaty swoich dociekań zawarła w traktacie o leczniczym i szkodliwym działaniu roślin i minerałów, które, jak sądziła, uczestniczyły w nieustannym procesie wymiany wewnętrznych zasobów energii. W rezultacie jej niektóre poglądy na naturę rzeczy zawierały elementy panteistyczne.

## Kanonizacja

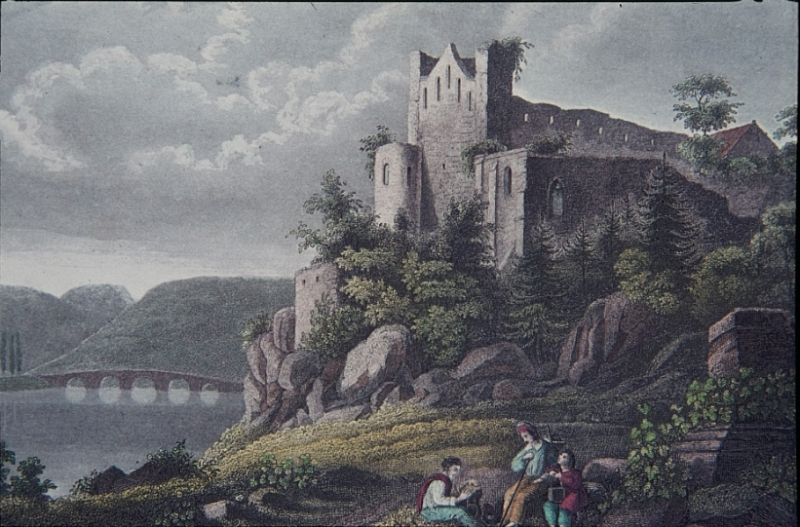
Ruiny Kloster Rupertsberg

Mimo iż rozpoczęty w 1227 roku proces kanonizacyjny nie został zamknięty, Hildegarda z Bingen am Rhein została umieszczona w martyrologium jako święta. Oficjum o św. Hildegardzie znajdowało się na przykład w proprium archidiecezji wrocławskiej.
10 maja 2012 roku papież Benedykt XVI rozszerzył jej kult przez kanonizację równoważną na cały Kościół, wpisując Hildegardę na listę świętych.
7 października 2012 r. papież Benedykt XVI ogłosił św. Hildegardę z Bingen razem ze św. Janem z Ávili doktorami Kościoła. Uczynił ją tym samym czwartą kobietą doktorem w historii Kościoła.
W innych Kościołach chrześcijańskich m.in. ewangelickich, anglikańskich czy starokatolickich, decyzję o wpisaniu Hildegardy z Bingen do kalendarzy liturgicznych podejmowano już wcześniej uważając życie i świadectwo Hildegardy za bardzo ważny dla chrześcijaństwa. Przez wielu chrześcijan jest uważana za patronkę chrześcijańskiego feminizmu.

## Patronat
Jest patronką esperanto, językoznawców i naukowców. Św. Hildegarda jest otaczana kultem w parafii Najświętszego Serca Pana Jezusa w Legnicy. W 2009 roku odbyło się uroczyste wniesienie obrazu, który namalował Henryk Baca.

## Dzień obchodów
Wspomnienie liturgiczne Świętej obchodzone jest w dzienną rocznicę śmierci (17 września). 25 stycznia 2021 papież Franciszek zarządził wpisanie go do powszechnego Kalendarza Rzymskiego w randze wspomnienia dowolnego.

## Dzieła

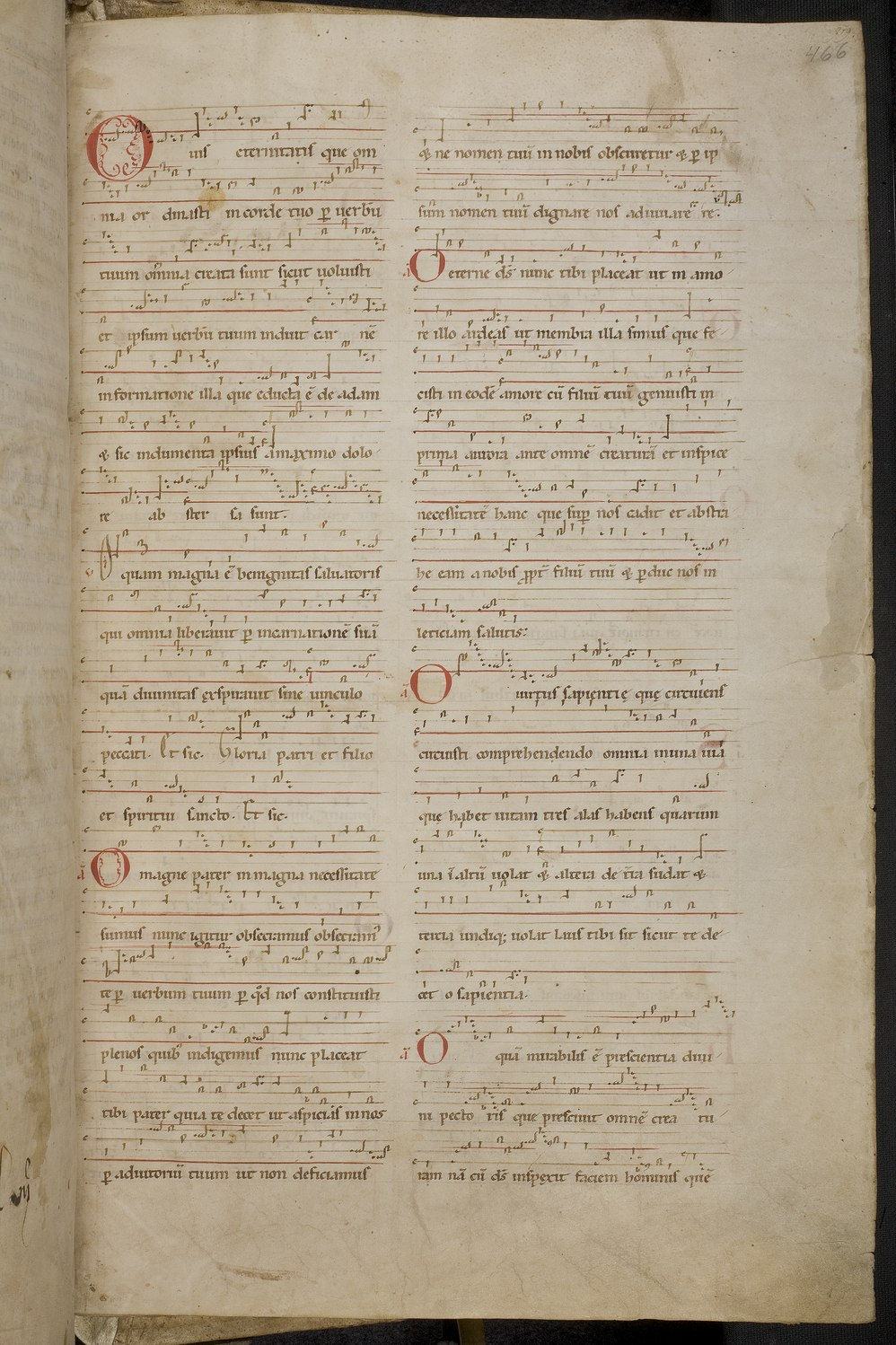
Folium 466 recto do Riesencodex (1175/1190)

Filozoficzno-teologiczne
- 1151 Liber Scivias Domini
- 1163 Liber Vitae Meritorum
- 1174 Liber Divinorum Operum

Medyczne
- 1151–1158 Liber Subtilitatum Diversarum Naturarum Creaturarum
  - Liber Simplicis Medicinae sive Physica
  - Liber Compositae Medicinae sive Causae et curae

Pozostałe
- Vita sancti Ruperti
- Vita sancti Disibodi
- Lingua ignota
- Litterae ignotae
- Carmina[7]
- Epistolae

## Hildegarda w kulturze
W 1996 roku norweska pisarka Cecilie Løveid stworzyła na podstawie biografii Hildegardy z Bingen dramat Córy Renu (norw. Rhindøtrene). Został on przetłumaczony przez Ewę Partygę i wydany w antologii „Córy Renu i inne kobiety” przez krakowskie wydawnictwo Panga Pank w 2008 roku.
W 2008 roku niemiecka reżyserka Margarethe von Trotta nakręciła film o świętej. Rolę Hildegardy zagrała Barbara Sukowa.